# Tilo Kircher
Tilo Thomas Josef Kircher (geboren 1965 in Buchloe, Deutschland) ist ein deutscher Psychiater und Neurowissenschaftler. Seit 2009 ist er Professor und Direktor der Klinik für Psychiatrie und Psychotherapie an der Universität Marburg.

## Ausbildung
Kircher studierte Medizin sowie Literatur und Psychologie an der Ludwig-Maximilians-Universität München von 1985 bis 1992. Von 1988 bis 1989 erhielt er ein Stipendium an der University of Washington in Seattle, USA. Er erwarb 1992 sein medizinisches Staatsexamen und wurde 1994 in der Entwicklungsneurologie zum Thema "Langzeitverlauf von Fieberkrämpfen im Kindesalter" promoviert.

## Karriere
Von 1992 bis 1994 arbeitete Kircher an der Psychiatrischen Universitätsklinik der Ludwig-Maximilians-Universität München und am Bezirkskrankenhaus Haar/München. Von 1994 bis 2004 war er an der Klinik für Psychiatrie und Neurologie der Universität Tübingen tätig. Zwischen 1998 und 2000 forschte er als DFG-geförderter Postdoktorand am Institute of Psychiatry am King’s College London.
Tilo Kircher erlangte 2001 die Facharztanerkennung für Psychiatrie und Psychotherapie. Darüber hinaus verfügt er über Zusatzqualifikationen in Verhaltenstherapie, tiefenpsychologisch fundierter Psychotherapie, Suchtmedizin und klinischer Geriatrie. Er habilitierte sich 2002 an der Universität Tübingen mit der Arbeit "Neuronale Korrelate psychopathologischer Symptome". Von 2004 bis 2008 war er Professor für Kognitive Neuropsychiatrie und stellvertretender Direktor der Klinik für Psychiatrie, Psychosomatik und Psychotherapie an der RWTH Aachen. Zusätzlich leitete er von 2006 bis 2008 das Brain Imaging Center West an der RWTH Aachen.

## Forschung und Leistungen
Kirchers Forschungsschwerpunkte liegen in der kognitiven Neuropsychiatrie, formalen Denkstörungen, Langzeitverläufen psychischer Erkrankungen sowie den neuronalen Korrelaten affektiver und psychotischer Störungen. Er hat zum Verständnis des biologischen Stressmodells psychischer Erkrankungen, funktioneller und struktureller Hirnnetzwerke sowie der Mechanismen individueller Therapien beigetragen.
Er zeigte unter anderem, dass positive formale Denkstörungen mit einer Herabregulierung des linkshemisphärischen Sprachareals im Superioren Temporallappen zusammenhängen. Er entwickelte die Thought and Language Disorder (TALD) Beurteilungsskala für formale Denkstörungen, welche in mehrere Sprachen übersetzt wurde.
Seine Arbeit trug auch zum Verständnis der Phänomenologie und der Neurobiologie der Selbst-Fremd-Unterscheidung und Ich-Störungen bei. In Studien untersuchte er die Auswirkungen kognitiver Verhaltenstherapie auf die Hirnaktivität bei Patienten mit Panikstörung, sowie die neuronalen Korrelate von Therapieansprechen und Furchtkonditionierung. Er hat außerdem gemeinsame neuronale Merkmale verschiedener psychiatrischer Erkrankungen identifiziert, und sowie gemeinsame neuronale Aktivierungsmuster von Patienten mit Depression, bipolarer Störung und Schizophrenie-Spektrum-Störungen.

## Wissenschaftliche Funktionen
Kircher war Sprecher der von der DFG geförderten Forschungsgruppe FOR2107 „Neurobiologie affektiver Störungen“ (2013–2025) und ist seit 2024 Sprecher des DFG Sonderforschungsbereichs SFB/TRR 393 „Trajektorien affektiver Störungen“. Er ist seit 2016 Mitglied des geschäftsführenden Vorstands der Deutschen Gesellschaft für Biologische Psychiatrie (DGBP), seit 2023 hat er das Amt des Präsidenten dieser Fachgesellschaft übernommen. Weiterhin ist er seit 2023 Vizepräsident der Deutschen Ärztlichen Gesellschaft für Verhaltenstherapie.

## Auszeichnungen
Für seine Beiträge zur Psychiatrie und Neurowissenschaften hat Kircher mehrere Auszeichnungen erhalten, darunter:
- Forschungsförderpreis der Europäischen Psychiatrischen Gesellschaft (2005)
- Senior Research Awards beim Winterworkshop zur Schizophrenieforschung (2002, 2004)
- Attempto-Forschungspreis der Universität Tübingen (2002)
- Forschungsförderpreis des Internationalen Kongresses zur Schizophrenieforschung (2003)

## Persönliches Leben
Kircher ist verheiratet und Vater von zwei Kindern.

## Bücher
- Tilo Kircher, Anthony David (Hrsg.): The Self in Neuroscience and Psychiatry. Cambridge University Press, Cambridge 2003, ISBN 978-0-521-80387-8.

- Tilo Kircher, Siegfried Gauggel: Neuropsychologie der Schizophrenie: Symptome, Kognition, Gehirn. 1. Auflage. Springer Berlin, Heidelberg 2007, ISBN 978-3-540-71146-9, S. 681.
- Tilo Kircher (Hrsg.): Kompendium der Psychotherapie: Für Ärzte und Psychologen. Für Ärzte und Psychologen. 2.  Auflage. Springer Berlin Heidelberg, Berlin / Heidelberg 2018, ISBN 978-3-662-57286-3.
- Tilo Kircher (Hrsg.): Pocket Guide Psychotherapie. 1. Auflage. Springer-Verlag, Berlin / Heidelberg 2012, ISBN 978-3-642-30008-0.